# Kållandsö

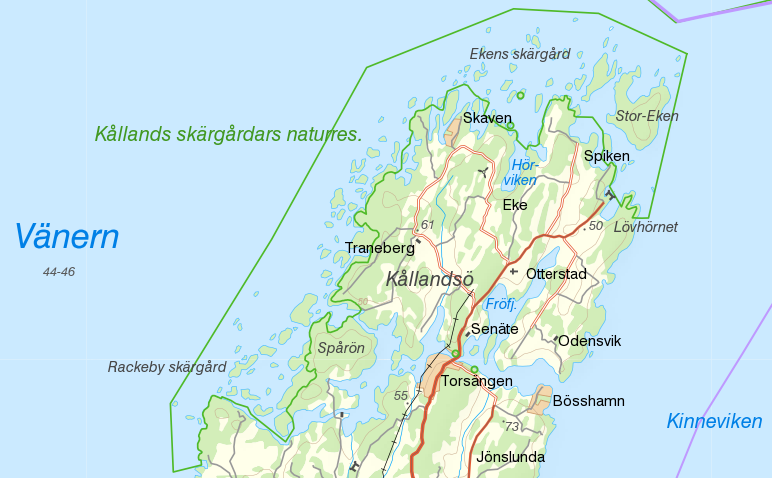
Karta över Kållandsö.

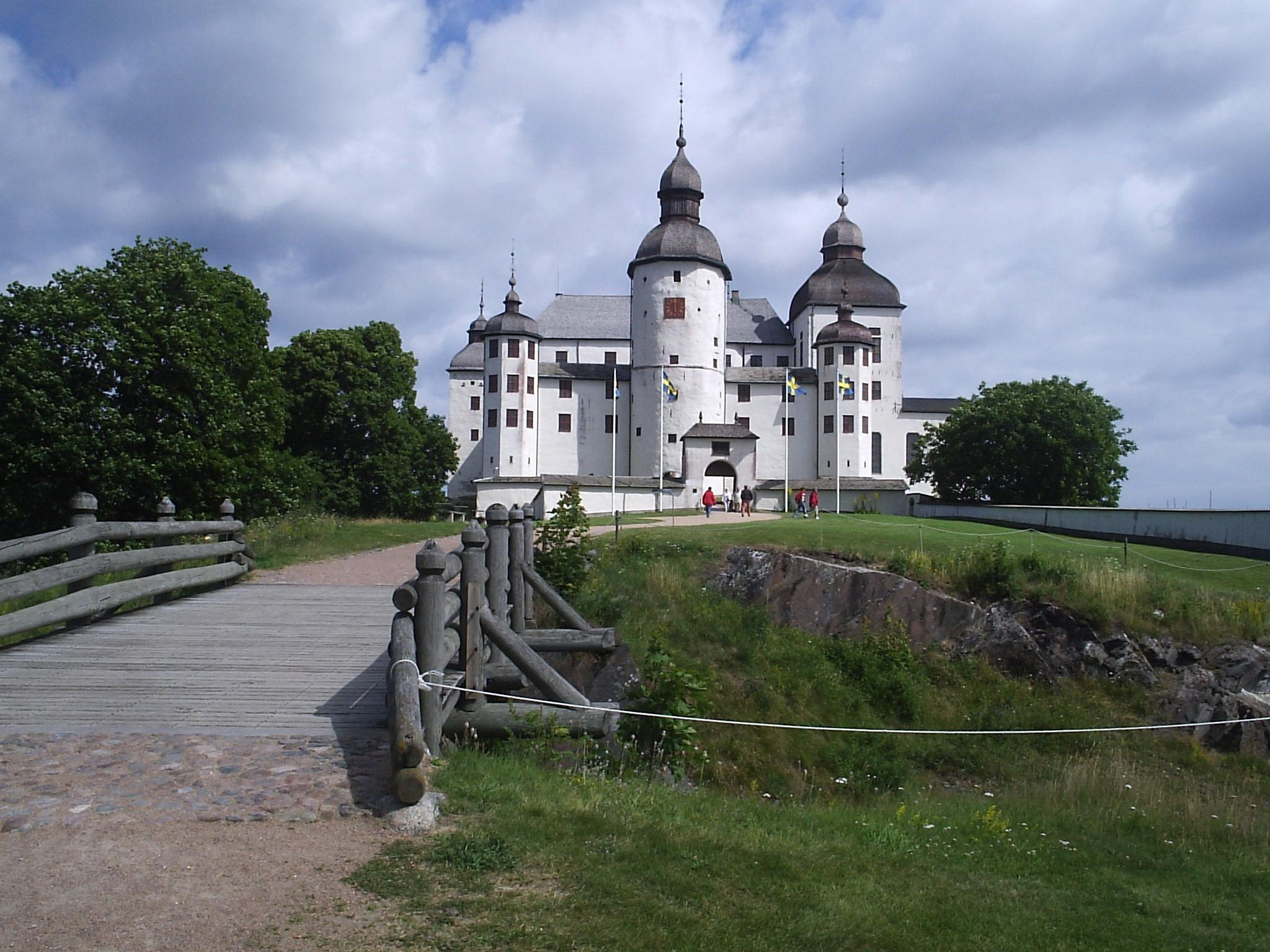
Läckö slott.

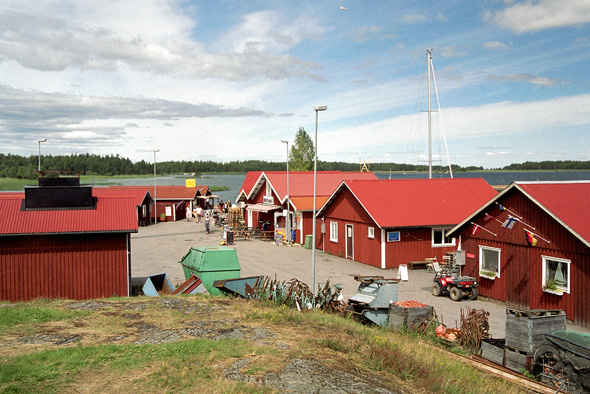
Spikens fiskeläge.

Kållandsö är den näst största ön i Vänern efter Torsö, 5 678 hektar stor. Den utgör den nordligaste delen av Kållands härad, i nuvarande Lidköpings kommun. Den är belägen 2 mil norr om staden Lidköping, och sjövägen är det bara 2 mil norrut till Värmlandsnäs sydspets.
Ön är ett omtyckt turistmål, med bland annat Ekens skärgård, Spikens fiskeläge och Läckö slott.
Kållandsö utgör huvuddelen av Otterstads socken. Historiskt har det funnits två socknar på ön, av vilka den andra var Senäte socken. Folkmängden är cirka 1 100 (2005).